# Zeppelin LZ 1
El Zeppelin LZ 1 fue el primer dirigible rígido experimental verdaderamente exitoso. Voló por primera vez desde un hangar flotante en el lago de Constanza, cerca de Friedrichshafen, en el sur de Alemania, el 2 de julio de 1900. "LZ" significaba Luftschiff Zeppelin (Dirigible Zeppelin).

## Diseño y desarrollo

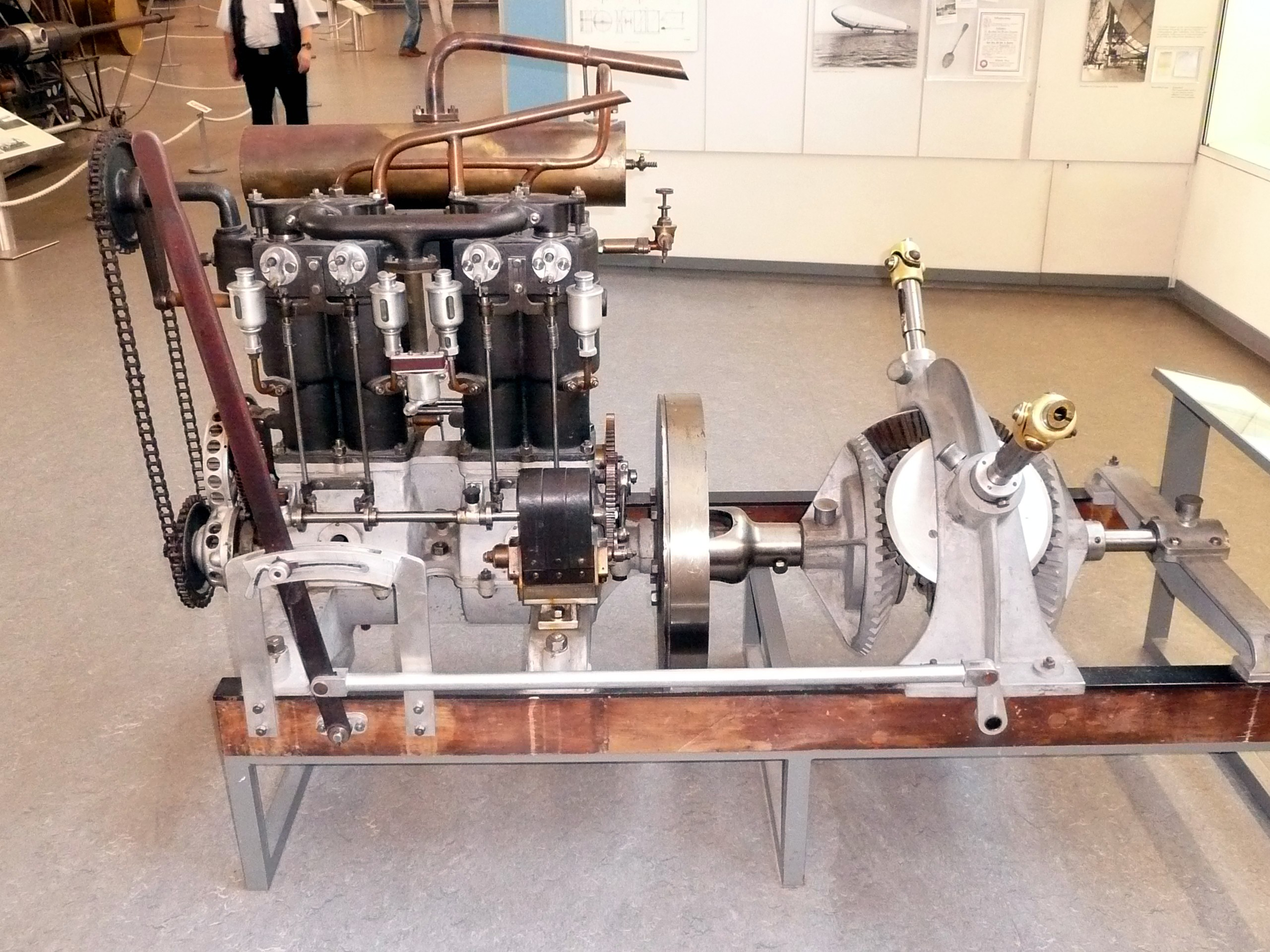
Uno de los motores Daimler NL-1 del LZ 1, preservado en el Deutsches Museum, Múnich.

El Conde Zeppelin había dedicado sus energías al diseño de dirigibles rígidos rígidos desde su retirada del ejército en 1890. En 1898 fundó la Gesellschaft zur Förderung der Luftschifffahrt. La compañía tenía un capital suscrito de 800 000 marcos alemanes, de que Zeppelin aportó 300 000: el resto lo proporcionaron varios industriales, entre ellos 100 000 marcos aportados por Carl Berg, cuya empresa suministró el armazón de aluminio de la aeronave. La compañía primero construyó un gran hangar flotante para contener el dirigible. Esta disposición fue decidida en primer lugar porque Zeppelin creyó que el aterrizaje de la nave sobre el agua sería más seguro y en segundo lugar, porque el hangar flotante, amarrado solamente en un extremo, giraría de modo que siempre estuviera mirando hacia el viento.
El LZ 1 se construyó utilizando una estructura cilíndrica con 16 marcos transversales poligonales arriostrados mediante cables y 24 miembros longitudinales, recubiertos con tela de algodón de superficie lisa. Dentro había una fila de 17 celdas de gas fabricadas con algodón engomado. El dirigible era dirigido por timones delanteros y traseros, y la propulsión era proporcionada por dos motores de combustión interna Daimler NL-1 de 10,6 kW (14,2 hp), cada uno moviendo dos hélices montadas en la estructura. El control del cabeceo se conseguía mediante el uso de un peso de 100 kg (220 lb) suspendido debajo del casco, que podría ser izado hacia adelante o hacia atrás para controlar su actitud. Los pasajeros y la tripulación eran transportados en dos góndolas de aluminio de 6,2 m (20 pies) de largo suspendidas en las partes delantera y trasera.
La construcción de la aeronave comenzó el 17 de junio de 1898, cuando las primeras secciones de la estructura fueron entregadas por la fábrica de Berg, y se completó el 27 de enero de 1900. El inflado de las bolsas de gas se llevó a cabo durante junio y el dirigible fue sacado del hangar en la tarde del 2 de julio, con el Hauptmann (Capitán) Hans Bartsch von Sigsfeld del Batallón Prusiano de Dirigibles a los mandos.
El primer vuelo reveló deficiencias estructurales graves en la estructura, y se realizó un intento de remediar esto añadiendo la pasarela entre las góndolas como una estructura de quilla rígida. Al mismo tiempo, el peso móvil se aumentó a 150 kg (330 libras), los timones de popa se movieron de ambos lados de la estructura a debajo de ella, y se instaló un elevador debajo del morro.

## Historia operacional
En su primera prueba, el LZ 1 llevó a cinco personas, alcanzó una altitud de 410 m (1350 pies) y voló una distancia de 6 km en 17 minutos, pero para entonces el peso móvil se había atascado y uno de los motores había fallado: más tarde el viento forzó un aterrizaje de emergencia. Después de reparaciones y modificaciones, la nave voló dos veces más, los días 17 y 24 de octubre, mostrando su potencial al superar el récord de velocidad de la aeronave no rígida de propulsión eléctrica del ejército francés La France, de 6 km/h (3,2 kn; 3,7 mph), pero esto no convenció a los posibles inversores. Debido a que el presupuesto se agotó, Graf von Zeppelin tuvo que desmantelar la aeronave, vender la chatarra y herramientas, y liquidar la empresa.

## Especificaciones

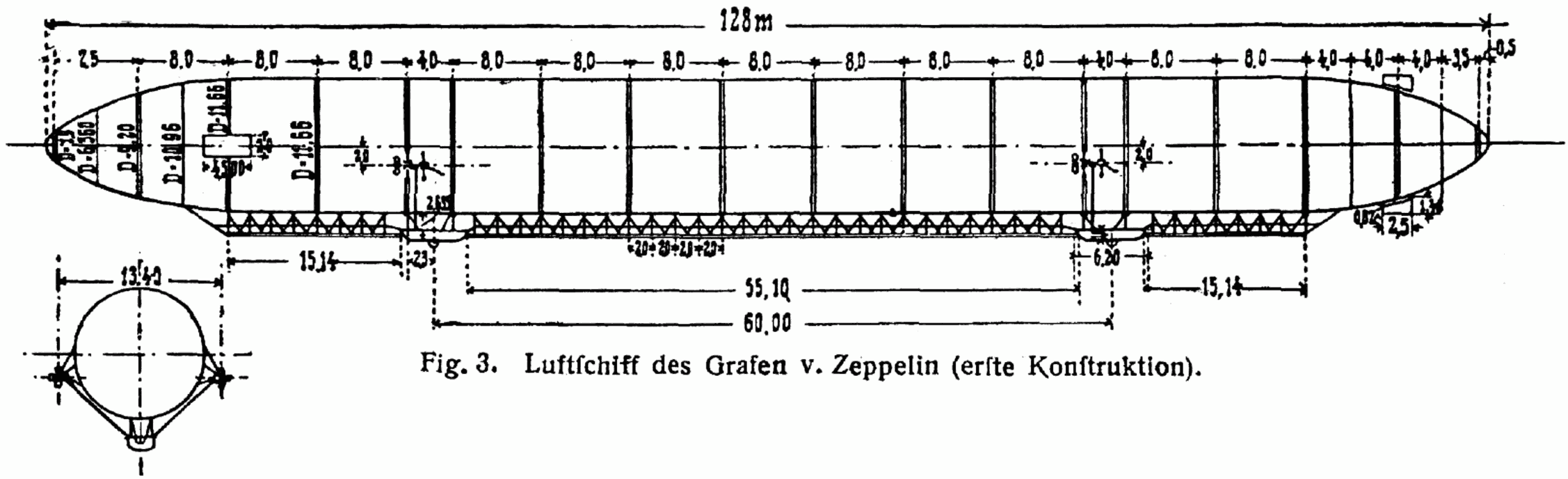
El Lexikon der gesamten Technik, segunda edición de 1904-1920, incluía este plano del LZ 1.

Referencia datos: Robinson 1973 pp.23-4

### Características generales
- Carga: 12 428 kg (27 391,3 lb)
- Longitud: 128 m (420 ft)
- Envergadura: 11,7 m (38,5 ft)
- Planta motriz: 1× motor lineal de cuatro cilindros refrigerado por agua Daimler NL-1.
- Volumen: 11 298 m3

### Rendimiento
- Alcance: km
- Radio de acción: km
- Alcance en combate: km
- Alcance en ferry: km

### Otros
- Gas de elevación: hidrógeno

## Aeronaves relacionadas

### Secuencias de designación
- Secuencia LZ _ (Clase A, interna de Zeppelin): LZ 1